# Trädgårdssångare
Trädgårdssångare (Sylvia borin) är en oansenlig brungröngrå fågel i familjen sylvior. Den häckar i större delen av Europa österut till västra Sibirien. Vintertid flyttar den till tropiska Afrika. Fågeln är talrik och IUCN kategoriserar den som livskraftig.

## Utseende och läte
Trädgårdssångaren är en ganska kraftig sångare och den adulta fågeln mäter 13–14,5 cm, har ett vingspann på 21–24 cm och väger ungefär 16 till 22 gram. Den har en oansenlig och kontrastlös dräkt, och dess avsaknad av tydliga dräktkaraktärer är dess främsta karaktär. Ovansidan är grå med olivgrön anstrykning och bröstet är vitbrunt. Den har en tunn ljus ögonring runt ett mörkt öga, och ett mycket diffust ljust ögonbrynsstreck. Den har grå, ganska kraftiga ben.

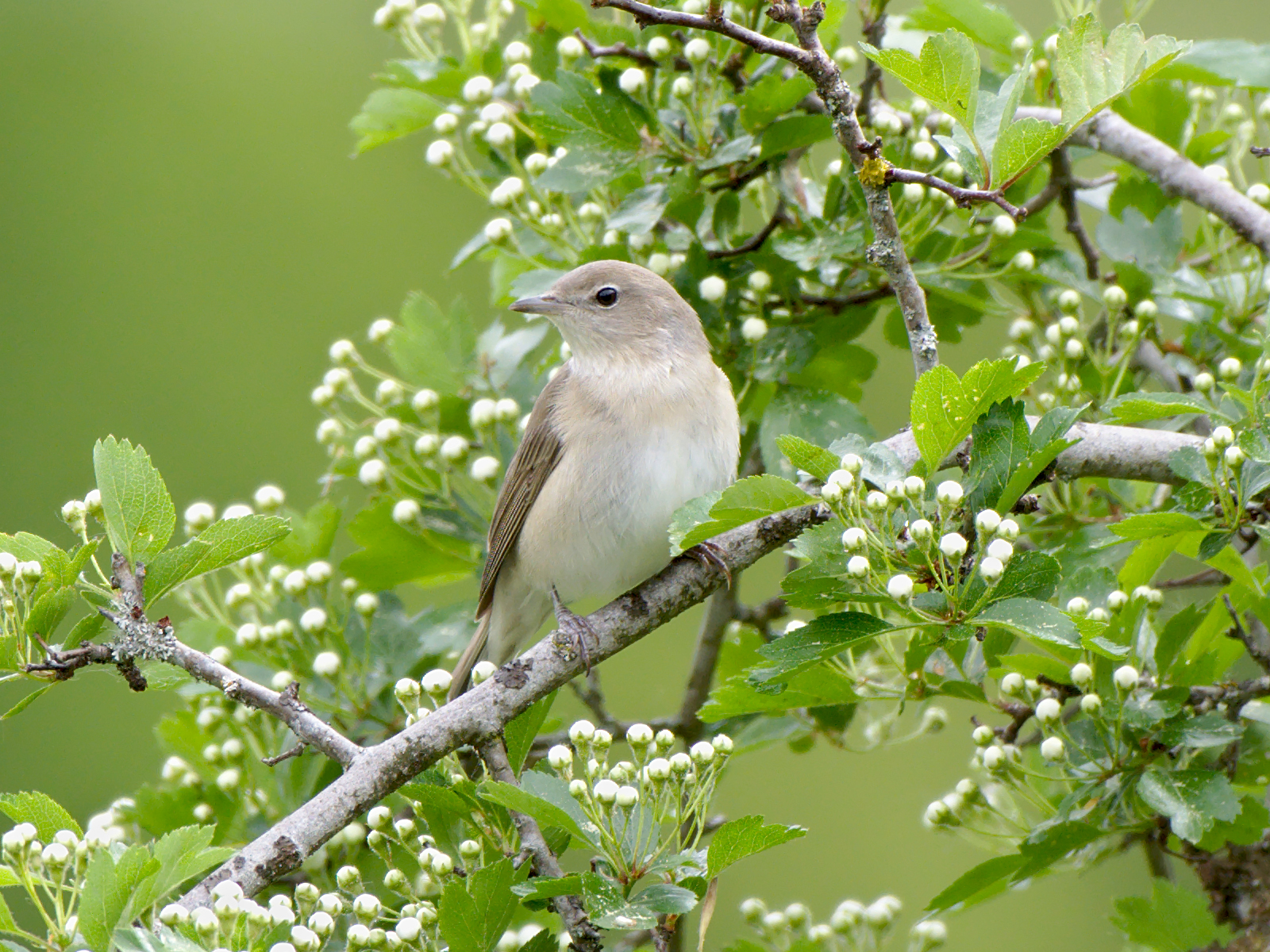
Trädgårdssångarens oansenliga utseende är i sig ett särskiljande drag från andra sångare.

Sångstrofen brukar vara lång, utan tydligt återkommande melodi, och består av ett jämnt pladdrande av porlande toner, som ofta framförs på kvällarna. Den saknar svarthättans flöjtande toner på slutet.

## Utbredning och systematik
Trädgårdssångaren är en flyttfågel som häckar i norra och tempererade Europa och i västra Asien. På sina häckningslokaler förekommer den från maj till september. I augusti till september flyttar den till sina vinterkvarter som ligger i tropiska Afrika. 
Dess inre systematik är omstridd. Tongivande internationella taxonomiska auktoriteterna Clements m.fl. och IOC delar in den i två underarter med följande utbredning:
- Sylvia borin borin, västlig trädgårdssångare[8] – nominatformen häckar över största delen av utbredningsområdet till södra Uralbergen och Kaukasus
- Sylvia borin woodwardi – har en nordvästligare utbredningsområde än nominatformen och häckar i norra Europeiska Ryssland och västra Sibirien

I verket Handbook of Western Palearctic Birds (Shirihai & Svensson 2018) behandlas den istället som monotypisk, det vill säga att den inte delas in i underarter.

### Trädgårdssångaren i Sverige
Trädgårdssångaren häckar i buskrik löv- och blandskog i större delen av landet. 

### Släktskap
Genetiska studier visar att trädgårdssångaren är närbesläktad med svarthättan, men även fyra till fem afrikanska arter som tidigare behandlades som timalior: príncipesångaren (Horizorhinus dohrni), rödnäbb (Lioptilus nigricapillus), kattsångare (Parophasma galinieri) och de båda nunnesångarna i Pseudoalcippe. Denna grupp skildes åt från övriga Sylvia-sångare som ärtsångare och törnsångare för hela 15 miljoner år sedan. Av den anledningen lyfte BirdLife Sveriges taxonomikommitté 2020 ut den senare gruppen som ett eget släkte, Curruca. Den tongivande internationella auktoriteten International Ornithological Congress (IOC) gör även det samma, liksom eBird/Clements. De afrikanska arterna har å andra sidan lyfts in i Sylvia.

## Ekologi
Trädgårdssångaren förekommer oftast i buskrika landskap, lundar eller örtrik löv- och blandskog och trivs i väl uppvuxna parker och trädgårdar. Den är sällsynt i barrskog. På våren och sommaren livnär de sig av spindlar, blötdjur, insekter och deras larver. Under hösten äter den även bär och frukt. Trädgårdssångaren lever dold i lövverken, är livlig och sitter sällan stilla. Den kan bli upp till tio år gammal, men det är mycket ovanligt.

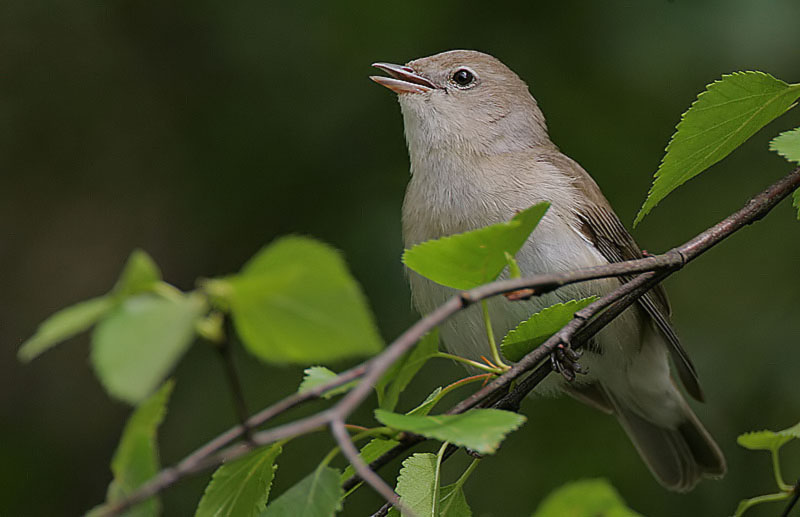

### Häckning
Den huvudsakliga häckningsperioden för trädgårdssångaren är under maj–juli. Den blir könsmogen efter ett år. Om våren anländer hanen till häckningsplatsen före honan och inleder häckningen med att bygga några så kallade ”lekbon”. De är ofta rätt slarvigt byggda och innehåller mest växtmaterial som fågeln har krafsat ihop. Ett av dem kommer sedan att användas som grund till det färdiga boet. När honan har anlänt väljs ett av dessa lekbon och paret hjälps därefter åt med bobygget. Många individer söker sig till samma häckningsrevir varje år. 

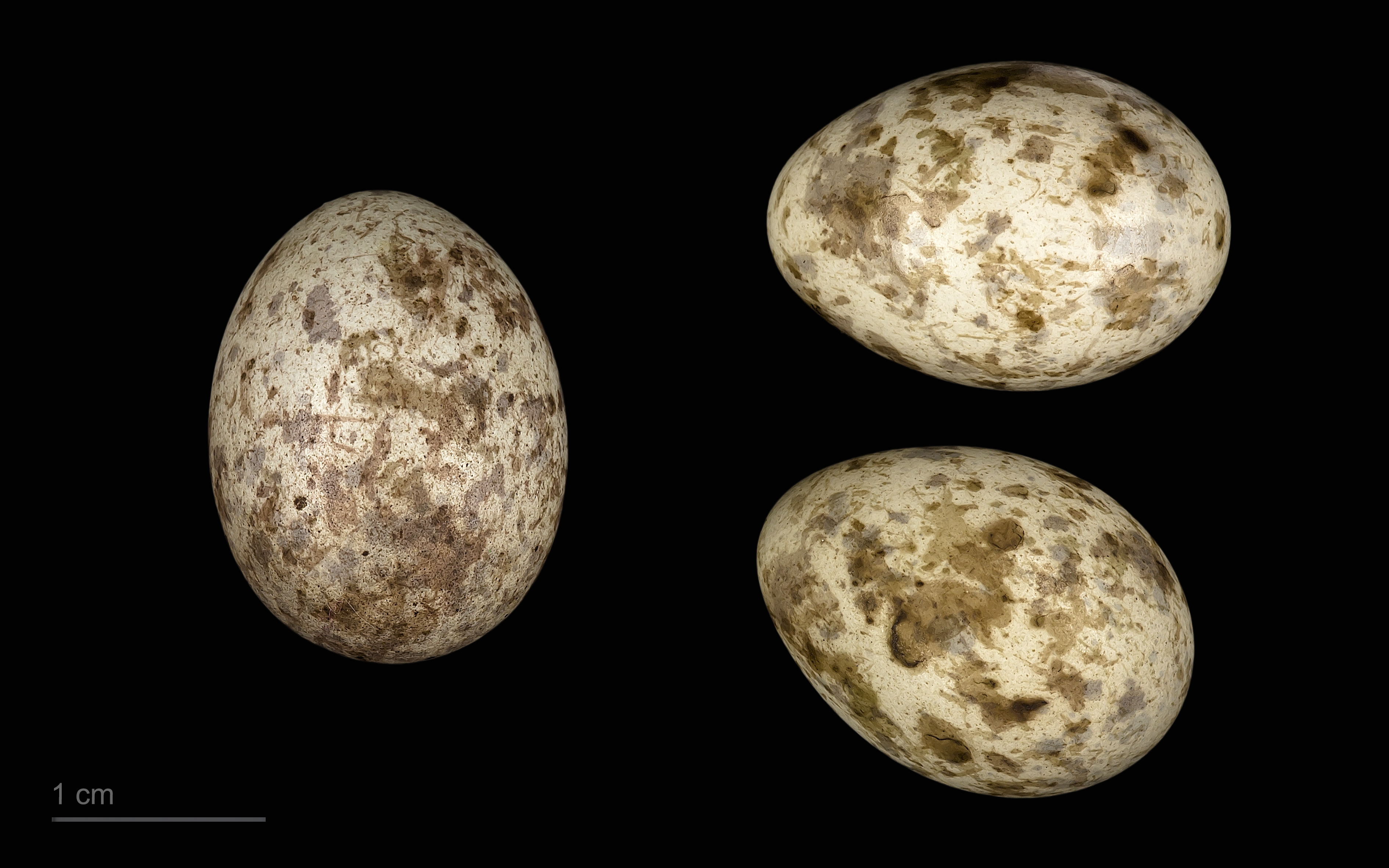
Ägg från trädgårdssångare till höger och boparasiterande göken till vänster.

Liksom flera andra sångare har trädgårdssångaren en spelflykt och olika lekbeteenden. Bland annat kan hanen börja vibrera snabbt med vingarna så den liknar en stor nattfjäril, samtidigt som den fäller ut stjärten. Detta gör han sittande på en gren nära honan, vilken han snart närmar sig sidledes med snabba benrörelser.
Hanen markerar sitt revir med stor aggressivitet. Denna riktas inte enbart mot andra hannar av samma art utan också mot andra sångare. 
Boet är skålformigt och byggs av gräs, rötter, hår och strån. Det befinner sig oftast lågt över marken väl gömt i tätt buskage. I början av juni läggs fyra till fem ägg som är grön- eller gulvita med grå och brunaktiga fläckar, som gör att äggen ser marmorerade ut. Äggen ruvas omväxlande av båda föräldrarna i tolv till 14 dagar, innan äggen kläcks.  Även här sköter båda föräldrarna om matningen. Ungfåglarna stannar i boet i tio till tolv dagar. Ibland kan paret lägga ytterligare en kull.

## Trädgårdssångaren och människan

### Status och hot
Arten har ett stort utbredningsområde, men tros minska i antal, dock inte tillräckligt kraftigt för att den ska betraktas som hotad. Internationella naturvårdsunionen IUCN listar arten som livskraftig (LC). Världspopulationen uppskattas grovt till mellan 29 och 48,6 miljoner könsmogna individer.
Även i Sverige kategoriseras den som livskraftig och det finns inga tecken på betydande populationsförändring. 2018 uppskattades det svenska beståndet till över 1,1 miljoner par.

### Namn
Trädgårdssångaren har förr även kallats "busksmyg". Det vetenskapliga artnamnet borin syftar på det genuesiska namnet för en sångare som ryktades hålla sig nära oxar (bos på latin betyder "oxe").